# 新会人口
新会人口截至2007年，達74萬以上，平均每平方公里有327人。城市的人口密度比乡郊地區為高，但隨着市政發展伴隨而來的人口遷移，現時会城與各镇的人口密度差別，比以前的比例大幅提高。

## 人口
截至2007年，新会的總人口估計有745100人。
人口分佈方面，会城居民佔新会人口36%，双水佔12.5%，其餘48.5%則分布各乡镇。

### 人口密度
大部分新会人居住於平房，而非公寓大廈，公寓大廈的面積一般比較狹小，一個四人家庭普遍只能住在面積20至80平方米的空間；在城區，居住在独立屋苑，面積達100平方米的家庭，生活算相當富裕。
直至1980年代以前，新会城区鲜有高楼大厦，之后，通过旧区改造，樓房向高空發展，高度从以往的四层，逐步升至现在的二十层以上。
在新会十一个镇中，会城人口密度最高，為每平方公里有1891人。

### 姓氏
新會人口最多的首十個姓氏依次是梁、黃、李、陳、林、趙、張、吳、譚、鍾。

### 性别
在1940年代以后，新会人口是女多男少。

## 民族
以汉族為主，佔總人口接近99.99%。有不少其他少數民族，如回族、滿族、苗族等。
新会原为百越族聚居地，晋朝为加强教化，增设郡县。汉人迁入，有记载始于南朝宋元嘉十三年(436年)北燕冯业从高丽渡海来。之后历朝历代，因战争、驻军、经商、做官而留下定居的，为数不少。宋室南渡以后，南雄珠玑巷大量汉人南迁至新会。及后，元朝在崖门消灭南宋，幸存者于此，开基立村。到了明代，汉族已占绝对优势，原住民族有的不愿归化就迁居边远山区。明天顺六年(1462年)，广西瑶族起义军进军新会，但被县丞陶鲁大加征剿，从此，原来居住新会境内的少数民族，逐渐离开，新会就发展成纯汉族聚居的地区。

## 宗教信仰
每個主要的宗教在新会都有信徒，包括佛教、天主教、基督教、道教、伊斯蘭教、儒教。因受強烈儒家思想的影響，崇拜祖先非常普遍。